# Hiles (Contea di Wood, Wisconsin)
Hilbert è un comune degli Stati Uniti, situato in Wisconsin, nella Contea di Forest.